# Нагрудный знак «Юбилейная медаль к 10-летию независимости Гамбии»
«Юбилейная  медаль к 10-летию независимости Гамбии» — юбилейная медаль Гамбии , учрежденная указом президента от 30 июля 1981 года.

## Положение о медали
Юбилейной медалью награждались граждане Гамбии, внёсшие значительный вклад в становление государственности и укрепление суверенитета страны.
Награду вручал президент Гамбии Дауда Кайраба Джавара.
Медаль учредили 30 июля 1981  спустя 10 лет независимости Гамбии.

## Описание
Юбилейная медаль имеет форму правильного круга диаметром 34 мм.
Юбилейная медаль изготавливается из латуни и при помощи ушка и кольца соединяется с колодкой шириной 32 мм и высотой 50 мм, обтянутой шёлковой муаровой лентой с зеленой вертикальной полосой посередине. Для крепления медали к одежде используется булавка с визорным замком.